# Microdynerus robustus
Microdynerus robustus är en stekelart som först beskrevs av Dusmet 1903.  Microdynerus robustus ingår i släktet Microdynerus och familjen Eumenidae. Inga underarter finns listade i Catalogue of Life.